# هدی سلطان

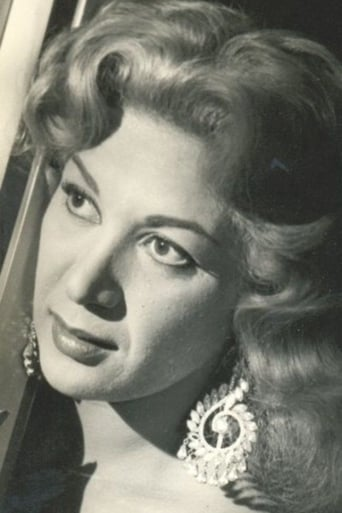

هدی سلطان (متولد ۱۵ اوت ۱۹۲۵ - ۵ ژوئن ۲۰۰۶)، بازیگر مصری بود. او در یکی از روستاهای مصر به نام کفر ابو جندی از توابع قطور در استان غربیه، در ۱۴ مایلی شهر طنطا به دنیا آمد.